# Német kiejtés
A német nyelv írása nem fonetikus, mint a magyar nyelvé, bár kétségtelenül közelebb van ehhez, mint pl. az angol vagy a francia nyelv. Ez azt jelenti, hogy több betűhöz tartozhat ugyanolyan kiejtés, illetve egy betűt többféleképpen is ejtenek, melynek szabályai a következőkben olvashatók.

## A magánhangzók
A német magánhangzók a következők:
|                       | elöl képzett          | elöl képzett    | elöl képzett    | elöl képzett | középen képzett | középen képzett | hátul képzett | hátul képzett |
| ajakkerekítés nélküli | ajakkerekítés nélküli | ajakkerekítéses | ajakkerekítéses |              | középen képzett | középen képzett | hátul képzett | hátul képzett |
| rövid                 | hosszú                | rövid           | hosszú          | rövid        | hosszú          | rövid           | hosszú        |               |
| --------------------- | --------------------- | --------------- | --------------- | ------------ | --------------- | --------------- | ------------- | ------------- |
| zárt                  |                       | [iː]            |                 | [yː]         |                 |                 |               | [uː]          |
| majdnem zárt          | [ɪ]                   |                 | [ʏ]             |              |                 |                 | [ʊ]           |               |
| félzárt               |                       | [eː]            |                 | [øː]         |                 |                 |               | [oː]          |
| középső               |                       |                 |                 |              | [ə]             |                 |               |               |
| félnyílt              | [ɛ]                   | [ɛː]            | [œ]             |              |                 |                 | [ɔ]           |               |
| majdnem nyílt         |                       |                 |                 |              | [ɐ]             |                 |               |               |
| nyílt                 |                       |                 |                 |              | [a]             | [aː]            |               |               |

A helyesíráshoz kapcsolódva a következő szabályok vannak:
- Általában hosszú a magánhangzó, ha hangsúlyos és nyílt szótagban van (sa-gen), illetve maximum egy mássalhangzó áll mögötte (kam).
- Hosszú a hang, ha néma h áll mögötte (zehn)
- Szintén hosszú, ha – a, e, o esetében – kettőzve van (Saat), illetve – i esetében – e áll mögötte (Fried)
- A hangsúlytalan hangok minden esetben rövidek (geben)
- Kettőzött mássalhangzó előtt a hangsúlyos hangok is rövidek lesznek (Kamm)
- A rövid hangok mindig nyíltabbak, mint hosszú változataik

Az alábbi táblázatban láthatók az egyes magánhangzót jelölő betűk kiejtései. A „röviden” és „hosszan” értelmezése a fenti felsoroláson alapul.
| Betű | Hang                                                                               | Hang         | Példa                                       |
| ---- | ---------------------------------------------------------------------------------- | ------------ | ------------------------------------------- |
| a    | röviden                                                                            | [a]          | Mann [man]                                  |
| a    | hosszan                                                                            | [aː]         | Tat [taːt]                                  |
| aa   | mindig hosszú                                                                      | [aː]         | Aal [aːl]                                   |
| ah   | mindig hosszú                                                                      | [aː]         | Hahn [haːn]                                 |
| ä    | röviden                                                                            | [ɛ]          | Bäcker [ˈbɛkɐ]                              |
| ä    | hosszan                                                                            | [ɛː]         | Bären [ˈbɛːʁən]                             |
| äh   | mindig hosszú                                                                      | [ɛː]         | Hähne ['hɛːnə]                              |
| e    | röviden                                                                            | [ɛ]          | letzt [lɛt͡st]                               |
| e    | hosszan                                                                            | [eː]         | leren [ˈleːrən]                             |
| e    | szó végi -er szótagban                                                             | [ɐ]          | Kegler [ˈkeːglɐ]                            |
| e    | hangsúlytalanul, általában utolsó szótagban, igekötőkben                           | [ə]          | essen [ˈɛsən]                               |
| ee   | mindig hosszú                                                                      | [eː]         | See [zeː]                                   |
| eh   | mindig hosszú                                                                      | [eː]         | mehr [meːɐ]                                 |
| é    | csak francia eredetű szavakban, mindig hosszú                                      | [eː]         | Café [kaˈfeː]                               |
| i    | röviden                                                                            | [ɪ]          | Kind [kɪnt]                                 |
| i    | hosszan                                                                            | [iː]         | wir [viːɐ]                                  |
| ie   | szó végén hangsúlytalanul, illetve többes számban két szótagban ejtjük             | [ɪ.ə] [iː.ə] | Familie [faˈmiːlɪ.ə] Knie (tbsz.) [ˈkniː.ə] |
| ie   | más esetben mindig hosszú                                                          | [iː]         | viel [fiːl]                                 |
| ieh  | mindig hosszú                                                                      | [iː]         | sieht [ziːt]                                |
| ih   | mindig hosszú                                                                      | [iː]         | Ihr [iːɐ]                                   |
| o    | röviden                                                                            | [ɔ]          | Trotz [tʁɔt͡s]                               |
| o    | hosszan                                                                            | [oː]         | rot [ʁoːt]                                  |
| oe   | röviden                                                                            | [œ]          | Doern [dœɐn]                                |
| oe   | hosszan                                                                            | [øː]         | Roemer [ˈʁøːmɐ]                             |
| oh   | mindig hosszú                                                                      | [oː]         | Mohr [moːɐ]                                 |
| oo   | mindig hosszú                                                                      | [oː]         | Boot [boːt]                                 |
| ow   | szó végén szláv eredetű nevekben                                                   | [oː]         | Pankow [ˈpaŋkoː]                            |
| ö    | röviden                                                                            | [œ]          | plötzlich [ˈplœt͡slɪç]                       |
| ö    | hosszan                                                                            | [øː]         | blöd [bløːt]                                |
| öh   | mindig hosszú                                                                      | [øː]         | Möhre [ˈmøːʁə]                              |
| u    | röviden                                                                            | [ʊ]          | Schutz [ʃʊt͡s]                               |
| u    | hosszan                                                                            | [uː]         | Blut [bluːt]                                |
| ue   | röviden                                                                            | [ʏ]          | Mueller [ˈmʏlɐ]                             |
| ue   | hosszan                                                                            | [yː]         | Tuer [tyːɐ]                                 |
| uh   | mindig hosszú                                                                      | [uː]         | Uhr [uːɐ]                                   |
| ü    | röviden                                                                            | [ʏ]          | hübsch [hʏpʃ]                               |
| ü    | hosszan                                                                            | [yː]         | Düne [ˈdyːnə]                               |
| üh   | mindig hosszú                                                                      | [yː]         | Hühner [ˈhyːnɐ]                             |
| y    | idegen eredetű szavakban magánhangzók előtt                                        | [j]          | Yard [jaɐt]                                 |
| y    | idegen eredetű szavakban máskor                                                    | [ɪ]          | Pyjama [pɪˈd͡ʒaːma]                          |
| y    | meghonosodott görög/latin eredetű szavakban és régies helyesírású nevekben röviden | [ʏ]          | System [zʏsˈteːm]                           |
| y    | meghonosodott görög/latin eredetű szavakban és régies helyesírású nevekben hosszan | [yː]         | Ysop [ˈyːzɔp]                               |

Megjegyzések:
- A szó végi -el, -em, -en szótagokban az e [ə] hangot teljesen elnyelhetik: essen [ˈɛsn̩].
- Manapság egyre gyakoribb, hogy az [ɛː] hangot a zártabb [eː] hanggal cserélik le, így nem téve különbséget olyan szavak között, mint Ähre és Ehre.
- Településnevekben akadnak a fentiektől eltérő kiejtési formációk, pl.: Moischt [mœʃt], Bad Oldesloe [ˌbatˀɔldəsˈloː], Bad Oeynhausen [ba:t'ʔø:nhaʊzn] stb.
- Az esetleges, a fenti szabályoktól eltérő szavak kiejtését lásd itt!

## Kettőshangzók
| Betű | Hang | Példa              |
| ---- | ---- | ------------------ |
| ai   | [ae] | Haider [ˈhaedɐ]    |
| au   | [aʊ] | Haus [haʊs]        |
| äu   | [ɔø] | träumen [ˈtʁɔømən] |
| ay   | [ae] | Mayer [maeɐ]       |
| ei   | [ae] | Eis [aes]          |
| eu   | [ɔø] | Kreuz [krɔøt͡s]     |
| ey   | [ae] | Geyer [gaeɐ]       |
| oi   | [ɔø] | Boiler [ˈbɔølɐ]    |
| oy   | [ɔø] | Oybin [ˈɔøbɪn]     |

Megjegyzés:
- Nyelvjárásonként ezek a kettőshangzók kismértékben eltérőek lehetnek. Az egyes változatok a következők lehetnek: [ae] → [aɪ], [aʊ] → [au] / [ao], [ɔø] → [ɔʏ] / [ɔɪ] / [ɔe].

## Mássalhangzók
A német mássalhangzók a következők:
|             | Bilabiális | Labiodentális | Alveoláris | Posztalveoláris | Palatális | Veláris | Uvuláris | Glottális |
| ----------- | ---------- | ------------- | ---------- | --------------- | --------- | ------- | -------- | --------- |
| Plozíva     | p b        |               | t d        |                 |           | k ɡ     |          | ʔ         |
| Affrikáta   |            | p͡f            | t͡s         | t͡ʃ d͡ʒ           |           |         |          |           |
| Frikatíva   |            | f v           | s z        | ʃ ʒ             | ç         | x       | ʁ        | h         |
| Nazális     | m          |               | n          |                 |           | ŋ       |          |           |
| Approximáns |            |               | l          |                 | j         |         |          |           |
| Pergőhang   |            |               | r          |                 |           |         | ʀ        |           |

Az alábbi táblázatban láthatók az egyes mássalhangzót jelölő betűk kiejtései.
| Betű  | Hang                                                                 | Hang      | Példa                                              |
| ----- | -------------------------------------------------------------------- | --------- | -------------------------------------------------- |
| b     | szó végén, zöngétlen mássalhangzók előtt                             | [p]       | Job [d͡ʒo:p] Ybbs [ɪps]                             |
| b     | más helyzetben                                                       | [b]       | Brot [bʁoːt]                                       |
| c     | ä, e, i, ö, ü, y előtt                                               | [t͡s]      | Celle [ˈt͡sɛlə]                                     |
| c     | egyéb esetekben                                                      | [k]       | Coburg [ˈkoːbʊɐk]                                  |
| ch    | ä, e, i, ö, ü, y mellett                                             | [ç]       | China [ˈçiːna]                                     |
| ch    | más esetekben                                                        | [x]       | Bach [bax]                                         |
| chs   | amennyiben egy tőhöz tartozik                                        | [ks]      | Lachs [laks]                                       |
| chs   | egyébként                                                            | [çs] [xs] | Stichs [ʃtɪçs] suchst [zʊxst]                      |
| ck    |                                                                      | [k]       | Lack [lak]                                         |
| d     | szó végén, zöngétlen mássalhangzók előtt                             | [t]       | Tod [toːt] Stadt [ʃtat]                            |
| d     | más helyzetben                                                       | [d]       | Deich [daeç]                                       |
| dch   |                                                                      | [c]       | Mädchen [ˈmɛːcn̩]                                   |
| dsch  |                                                                      | [d͡ʒ]      | Dschungel [ˈd͡ʒʊŋəl]                                |
| f     |                                                                      | [f]       | fast [fast]                                        |
| g     | az -ig határozóképzőben szó végén vagy mássalhangzó előtt            | [ç]       | zwanzig [ˈt͡svant͡sɪç] am häufigsten [amˈhɔøfɪçstən] |
| g     | az -ig határozóképzőben a -lich képző előtt szó végén más helyzetben | [k]       | ewiglich [ˈeːvɪklɪç] Burg [bʊɐk]                   |
| g     | máskor                                                               | [g]       | Gunst [gʊnst] häufiger [ˈhɔøfɪgɐ]                  |
| h     | nyújtó h-ként diftongus és hangsúlytalan i, u között                 | [-]       | kühl [kyːl] Verzeihung [fɐˈt͡sae.ʊŋ]                |
| h     | máskor                                                               | [h]       | hart [haɐt]                                        |
| j     |                                                                      | [j]       | ja [jaː]                                           |
| k     |                                                                      | [k]       | Kunst [kʊnst]                                      |
| l     |                                                                      | [l]       | Leim [laem]                                        |
| m     |                                                                      | [m]       | mein [maen]                                        |
| n     | c, k, q, x előtt                                                     | [ŋ]       | Bank [baŋk]                                        |
| n     | más helyzetben                                                       | [n]       | nö [nø:]                                           |
| ng    |                                                                      | [ŋ]       | lang [laŋ]                                         |
| p     |                                                                      | [p]       | Pein [paen]                                        |
| ph    |                                                                      | [f]       | Phase [ˈfaːzə]                                     |
| qu    |                                                                      | [kv]/[kw] | quick [kvɪk]/[kwɪk]                                |
| r     | szó elején és magánhangzók előtt                                     | [ʁ]       | Reim [ʁaem]                                        |
| r     | más helyzetben                                                       | [ɐ]       | Kur [ku:ɐ]                                         |
| rh    |                                                                      | [ʁ]       | Rhein [ʁaen]                                       |
| s     | magánhangzó előtt szó elején két magánhangzó között                  | [z]       | Salz [zalt͡s] Hase [ˈhaːzə]                         |
| s     | szó elején p, t előtt                                                | [ʃ]       | Stein [ʃtaen]                                      |
| s     | máskor                                                               | [s]       | Gast [gast]                                        |
| sch   | a -chen kicsinyítőképző részeként                                    | [sç]      | Mäuschen [ˈmɔøsçən]                                |
| sch   | más esetben                                                          | [ʃ]       | waschen [ˈvaʃn̩]                                    |
| ss    | minden esetben                                                       | [s]       | dass [das]                                         |
| ß     | (csak kisbetűként, nagybetűs formában SS-ként írandó!)               | [s]       | saßen [ˈzaːsn̩]                                     |
| t     | a -tia, -tial, -tiär, -tiell, -tio, -tion végződésekben              | [t͡s]      | Lektion [ˈlɛkt͡sɪ.ɔn]                               |
| t     | más helyzetben                                                       | [t]       | Tal [taːl]                                         |
| th    |                                                                      | [t]       | Theme [ˈteːmə]                                     |
| tch   |                                                                      | [c]       | Brötchen [ˈbrøːcn̩]                                 |
| tsch  |                                                                      | [t͡ʃ]      | deutsch [dɔøt͡ʃ]                                    |
| tz    |                                                                      | [t͡s]      | letzt [lɛt͡st]                                      |
| tzsch |                                                                      | [t͡ʃ]      | Witzsch [vɪt͡ʃ]                                     |
| v     | idegen eredetű szavakban                                             | [v]       | Vase [ˈvaːzə]                                      |
| v     | más helyzetben                                                       | [f]       | vor [fɔɐ]                                          |
| w     |                                                                      | [v]       | was [vas]                                          |
| x     |                                                                      | [ks] [gz] | xerophil [ˈkseːrɔfɪl] Examen [ɛgˈzaːmən]           |
| z     |                                                                      | [t͡s]      | Zahl [ˈt͡saːl]                                      |
| zsch  |                                                                      | [t͡ʃ]      | Zschopau [ˈt͡ʃoːpaʊ]                                |

Megjegyzések:
- A kettőzött illetve hármas mássalhangzókat nem ejtjük hosszan.
- A [k], [p], [t] hangokat általában hehezettel ejtjük, ami hangsúlyos szótagban erősebb, mint hangsúlytalanban. Egyes nyelvjárásokban ez a hehezet elmaradhat.
- Északon a szó eleji magánhangzók előtt egy [ʔ]-t ejtenek.
- Mivel a [d͡ʒ] hang eredetileg nem volt meg a németben, ezért gyakran [t͡ʃ]-nek ejtik: Dschungel [ˈt͡ʃʊŋəl].
- Dél-Németországban gyakori a -g [x] ejtés helyett a [k] ejtés: Burg [bʊrk].
- Az r kiejtése területenként változik, lehet [r], [ʀ], [ʁ], [ɐ] is.
- Ausztriában szó elején [s]-nek ejtik az s betűt: Salz [salt͡s].
- A svájci német helyesírása nem használja az ß betűt, helyette mindig ss-t írnak.

## Szabálytalan kiejtésű szavak
Mivel az évek során a német számos idegen szót kölcsönzött a szomszédos nyelvektől, és ezek helyesírását általában nem illesztették a német helyesíráshoz, ezért ezek a szavak kiejtése szabálytalan.
A főbb ilyen szavak listáját lásd itt: Szabálytalan kiejtésű német szavak listája.